# Tavrin
Tavrín (taurus v latinščini pomeni govedo, bika; snov je bila odkrita v žolču goveda) ali 2-aminoetansulfonska kislina je jedka kemijska substanca, prisotna v žolču, ki se vede kot emulgator za zaužite lipide in pomaga pri njihovem vsrkavanju.

## Zgodovina
Tavrin je dobil ime po latinski besedi Taurus, kar pomeni bik ali vol. Prva sta ga iz volovskega žolča leta 1827 izolirala nemška znanstvenika Friederich Tiedemann in Leopold Gmelin. V ožjem smislu tavrin ni amino kislina saj nima karbonske skupine, vendar pa se ga pogosto tako imenuje v znanstveni literaturi. Vsebuje pa sulfatno skupino in se lahko imenuje amino sulfonska kislina.

## Biosinteza
Sinteza tavrina v sesalcih poteka v trebušni slinavki.

## Kemija
Kemijsko je tavrin brezbarvna kristalna substanca z molekulsko formulo C2H7NO3S, oblikovana s hidrolizo tavroholne kisline ali dekarboksilacijo cisteina. Prisotna je v žolču kot tudi v sokovih in tekočinah mišic, pljuč in živčnih vlaken mnogih živali. Kot taka je ena izmed manj znanih amino kislin, a vendar igra nekaj pomembnih vlog v telesu, zlasti je ključna za novorojence mnogih živalskih vrst.
Tavrin je ob metioninu, cistinu in cisteinu žveplova amino kislina. Molekula ima sestavo: H2N-CH2-CH2-SO3H

## Fiziologija
Tavrin ima vsaj dve pomembni vlogi v metabolizmu človeka:
- pomaga pri prebavi kot sestavni del žolča,
- v določenih primerih je udeležen pri formaciji prostih radikalov,
- obstaja peščica dokazov, da je tavrin živčni transmiter v centralnem živčnem sistemu.

Tavrin je bil povezan z množico drugih metaboličnih funkcij, a njegova vloga še ni v celoti pojasnjena.

## Fiziološke funkcije
Tavrin je vezan preko amino skupine s kislino in holno kislino v obliki žolčnih soli natrija. Nizka pKa tavrinska kislina zagotavlja, da je ta molekula negativno nabita v vrednosti pH, ki jih najdemo v črevesnem traktu in s tem izboljšuje površinsko lastnost holne konjugirane kisline. Tavrin prehaja v kri možganov in je vpleten v široko paleto fizioloških pojavov, vključno z zaviranjem živčnega prenosa, dolgoročno okrepitvijo , stabilnostjo membrane, povratno inhibicijo nevtrofilcev/makrofagov dihal, ureditev maščobnega tkiva in možnostjo preprečevanja debelosti, homeostazo kalcija, okrevanje po osmotskem šoku in preventivnimi epileptičnimi napadi. Prav tako deluje kot antioksidant in ščiti pred toksičnostjo različnih snovi (npr. svinca in kadmija). Poleg tega je dokazano, da tavrin preprečuje oksidativni stres. Leta 2008 je študija pokazala, da tavrin zmanjšuje izločanje B100 apolipoproteina in maščob v pomožnih G2 celicah. Visoke koncentracije serumskih lipidov in apolipoproteina B100 (bistvena strukturna komopnenta VLDL in LDL) so glavni dejavniki tveganja za aterosklerozo in bolezni srca in ožilja. Zato je možno, da je dodajanje tavrina koristno za preprečevanje teh bolezni. V letu 2003 so dokazali, da se je telesna masa ljudi, ki so sodelovali v preiskusu bistveno zmanjšala. Te ugotovitve so skladne s študijami na živalih. Za tavrin je bilo dokazano, da pomaga ljudem s kongestivnim srčnim popuščanjem z večjo močjo srca in učinkovitejšim krčenjem srčnih mišic.
Ugotovljeno je, da je raven tavrina bistveno nižja pri vegetarijancih, kot pri tistih, ki jedo standardno prehrano.
Taurin je potreben za normalno delovanje skeletnih mišic. To se je pokazalo v študiji leta 2004 z uporabo miši z genskim pomanjkanjem tavrina. Imele so skoraj popolno izčrpanost skeletnih in srčnih mišic. Te miši so imela za skoraj 80 % nižje fizične zmogljivoti v primerjavi z drugimi mišimi.
V drugi študiji na podganah z diabetesom je dokazano, da je tavrin bistveno zmanjšal telesno maso in krvni sladkor. Prav tako je bilo leta 2008 dokazano na diabetičnih zajcih zmanjšanje glukoze v serumu za 30 %.
V skladu z eno izmed študij na ljudeh uporaba tavrina v dnevnih odmerkih 1,5 g tavrina ni pomembno vplivala na izločanje insulina oz.  ni vplivala na občutljivosti na insulin.
Dokazano je, da lahko tavrin izvaja ugodnen učinek pri preprečevanju sladkorne bolezni.

## Povprečna dnevna poraba iz hrane
Tavrin se naravno pojavlja v hrani, predvsem v morski hrani in mesu. Povprečni dnevni vnos je približno 58 mg, pri vegetarijanski prehrani pa je nizek oz. zanemarljiv. Različne študije so pokazale različen vnos s prehrano, tako, da se ocenjuje, da je dnevni vnos tavrina nekje od 40 do 400 mg na dan.

## Energijski napitki
Kljub temu, da je prisoten v številnih energijskih napitkih (na primer v Red Bullu), ni dokazano, da resnično daje energijo.
Tavrin se redno uporablja kot sestavina v energijskih pijačah z vsebnostjo nekje 1000 mg na enoto, ponekod tudi do 2000 mg na enoto. Študija Evropske agencije za varnost hrane iz leta 2003 ni našla škodljivih učinkov za do 1000 mg tavrina na kilogram telesne teže na dan, vendar učinkov tavrina ni preverjala v kombinaciji z drugimi sestavinami v energijskih pijačah.
Pregled objavljen leta 2008 ni našel nobenega dokumentiranega poročila o negativnih oz. pozitivnih učinkih na zdravje (povezan s količino tavrina v energijski pijači), zato zaključujejo, da so vsebnosti guarane, tavrina in ginsenga v energijskih pijačah tako nizke, da naj ne bi imele terapevtskih koristi ali nezaželenih učinkov.

## Toksičnost
Tavrin je vključen v številne temeljne fiziološke procese, katerih vloga ni povsem razumljiva in je vpliv visokih odmerkov tavrina na te procese dokaj negotov.
Med testiranjem tavrina se je pri nekaterih bolnikih z epilepsijo pojavilo znatno povečanje plazemske koncentracije rastnega harmona, kar kaže potencial za spodbujanje hipotalamusa in spreminjanje nevroendokrene funkcije.
Obstaja znamenje, da ima tavrin (2g/dan) določeno funkcijo pri vzdrževanju in morda tudi indukciji luskavice.
Morda pa bi bilo potrebno tudi upoštevati, da je absorbcija tavrina hitrejša pri pijači, kot pa pri hrani.

## V prehrani živali
Tavrin je bistvena prehranjevalna zahteva za zdravje mačk, saj te brez tavrina ne morejo sintetizirati spojine. Pomankanje tavrina pri mačkah povzroča počasno razpadanje mrežnice, kar je vzrok za njihove težave z očmi in končno nepozdravljivo slepoto - to stanje imenujemo degeneracija osrednje mrežnice. 
Tako so v AAFCO (Association of American Feed Control) uradniki zahtevali, da mora vsa suha in mokra hrana vsebovati tavrin (suha 0,1 %, mokra 0,2 % tavrina).
Raziskave kažejo, da je tavrin prav tako bistvenega pomena za razvoj nekaterih ptic. Te ptice hranijo svoje mladiče s pajki, ki so še posebej bogati s tavrinom.
Raziskovalci so primerjali razvoj ptic, ki so bile kot mladiči krmljene s tavrinom bogato hrano in druge, ki pri krmljenju niso dobile tavrina.
Ugotovili so, da se ptice krmljene s tavrinom bolj izpostavljajo tveganjem in so bolj spretne pri prostorskih učnih nalogah.

## Uporaba
Tavrin je medicinsko testiran za zdravljenje srčne kapi, diabetesa, epilepsije in nekaterih drugih bolezni, a se pomembnejši uspehi niso pokazali. Nekateri strokovnjaki, ki dvomijo v varnost natrijevega glutamata, priporočajo tavrin kot vrsto protistrupa.
Tavrin uživamo v hrani predvsem v mesu lupinarjev in v mesu notranjih organov, na primer v jetrih. Tavrin je najti v človeškem mleku, ne pa v kravjem mleku.
Tavrin je ena izmed stimulativnih sestavin, ki se jih po navadi najde v energijskih pijačah kot Red Bull ter v energijskih tabletah skupaj s kofeinom in/ali drugimi stimulativnimi sestavinami. Tam pridobivajo tavrin umetno v farmacevtskih podjetjih.